# Godofredo de Calw
Godofredo de Calw (h. 1065-6 de febrero de 1131) fue conde de Calw en 1099 y de 1113 hasta 1126/1129 conde palatino del Rin.

## Biografía
Godofredo era el hijo más joven del conde Adalberto II de Calw y de su esposa Wiltrudis de Lotaringia, una hija del duque Godofredo II de Baja Lotaringia de quien toma el nombre. En 1095 fue nombrado bailío de Hirsau y sucedió a su hermano Adalberto III, cuando este último se retiró a un monasterio hacia 1099. 
Godofredo fue primero partidario del emperador Enrique IV, pero desde 1105, el año en que su trono fue discutido por su hijo Enrique V, se convierte en uno de los cercanos consejeros de este último. Godofredo de Calw participó en la primera campaña italiana de Enrique V en 1111 e interviene en las negociaciones de Santa Maria de Turri y Ponte Mammolo, y más tarde en las negociaciones de Mouzon en 1119 que le permiten la firma del concordato de Worms en 1122.
Tras la muerte del conde palatino Sigfrido de Ballenstedt el 9 de marzo de 1113 como resultado de una agresión de los partidarios del emperador fue designado el 6 de abril de 1113 como su sucesor. Su nombramiento provoca disturbios al año siguiente en Lorena y conflictos con los arzobispos de Maguncia Adalberto de Maguncia y su colega de Tréveris, Bruno Lauffen. Durante la segunda expedición italiana en 1116, Enrique V convirtió a Godofredo en uno de sus lugartenientes en Alemania con los dos Hohenstaufen Federico y Conrado, lo que solo aumentó la animosidad de Adalberto, principal oponente del emperador, contra él.
La muerte de Enrique V en 1125 y la elección de Lotario de Suplimburgo como nuevo rey de romanos debilitaron la posición de Godofredo. No se le retiró el condado Palatino, pero debió compartir el título con Guillermo de Ballenstedt, el hijo de Sigfrido, que todavía era menor en el momento de la muerte de su padre y que fue designado como conde palatino bajo la tutela de Godofredo justo hasta su mayoría de edad en 1129, debiendo Godofredo abandonar entonces el Palatinado.

## Matrimonio y descendencia
Godofredo se casó con Lutgarda de Zähringen, una hija del duque Bertoldo II de Zähringen con quien tuvo tres hijos:
- Godofredo, m. h. 1131/1132
- Lutgarda, casada NN Verli, caballero
- Uta de Schauenbourg, m. 1196, llamada «duquesa de Schauenbourg», fundadora del monasterio de Allerheiligen en la Selva Negra, que se casó hacia enero de 1133 con Güelfo VI (m. 1191).